# 御幸本町通
御幸本町通（みゆきほんまちどおり）は、愛知県名古屋市中区の地名。

## 歴史

### 町名の由来
大正天皇の名古屋行幸の際に、同地を通ったことを記念した命名であるという。

### 沿革
- 1911年（明治44年）1月 - 福寿火災生命保険株式会社が設立される[5]。
- 1912年（大正元年）
  - 2月 - 本町二丁目に新愛知新聞社が本社新社屋を落成[6]。
  - 9月 - 西区本町に日本共立生命保険株式会社が名古屋支部を設置する[7]。
- 1929年（昭和4年）6月1日 - 本町および玉屋町により、御幸本町通1～9丁目として成立[1]。
- 1936年（昭和11年）1月24日 - 2丁目に大日本野球連盟名古屋協会が設置される[8]。
- 1944年（昭和19年）2月11日 - 栄区成立に伴い、同区御幸本町通となる[1]。
- 1945年（昭和20年）11月3日 - 栄区廃止に伴い、中区御幸本町通となる[1]。
- 1966年（昭和41年）3月30日 - 住居表示実施に伴い、1～4丁目が丸の内二丁目および丸の内三丁目、4〜8丁目が錦二丁目および錦三丁目、9丁目が栄二丁目・同三丁目および錦二丁目にそれぞれ編入され消滅[1]。

## 施設
- 豊国火災保険名古屋支店

### 1丁目
- 東海銀行茶屋町支店

1丁目14番地。1881年（明治14年）9月1日、伊藤銀行本店として設置され、1941年（昭和16年）6月9日に合併により東海銀行茶屋町支店となった。建物は1930年（昭和5年）4月20日に新設され、その後閉店まで使用された。